# Rudolf Brazda

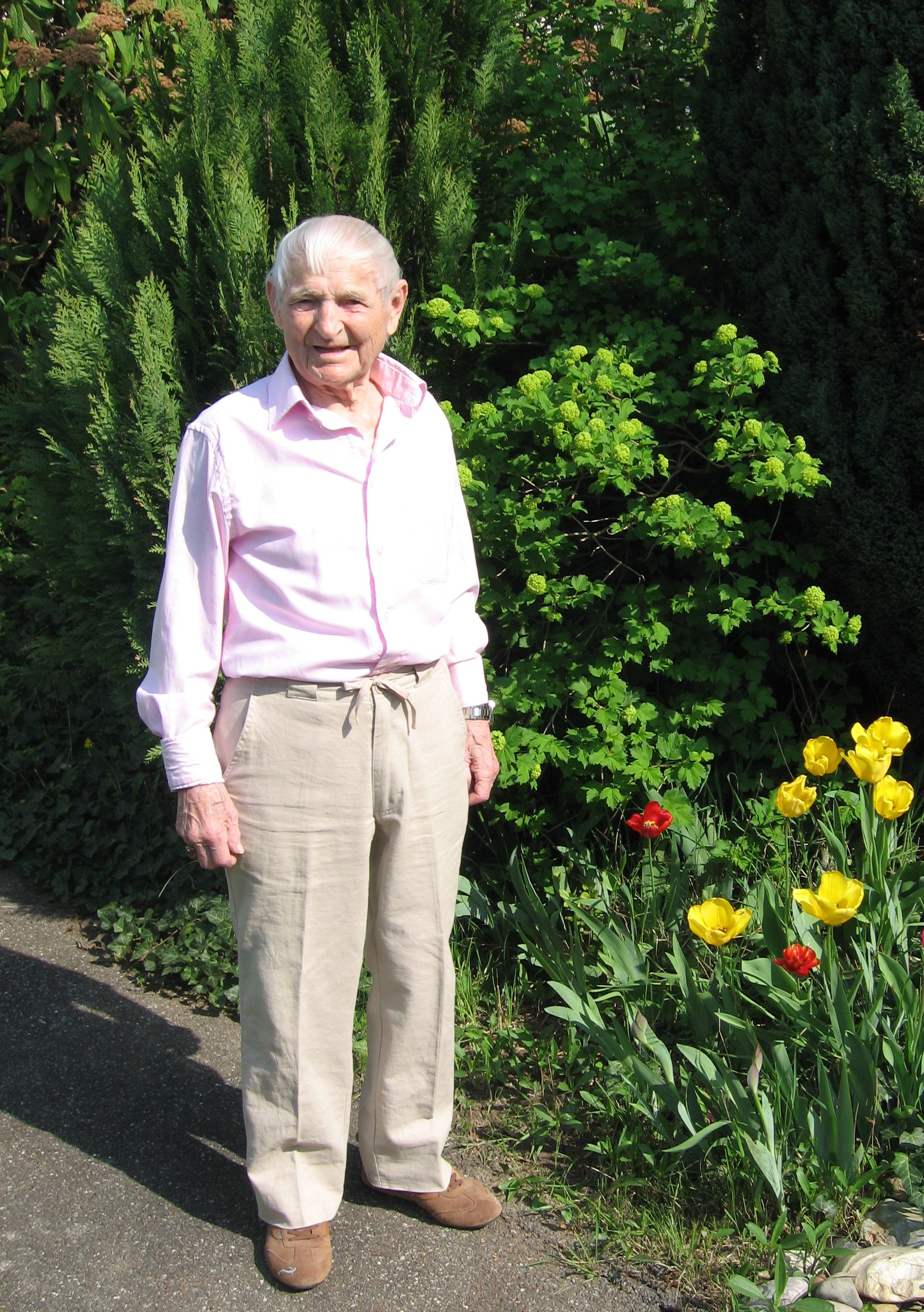
Rudolphe Brazda 2009

Rudolf Brazda (* 26. Juni 1913 in Brossen, Krs. Zeitz; † 3. August 2011 in Bantzenheim, Oberelsass) – nach der Einbürgerung in Frankreich: Rudolphe Brazda – war ein Überlebender des KZ Buchenwald, der wegen seiner Homosexualität inhaftiert worden war. Er erreichte öffentliche Aufmerksamkeit, da er als der letzte Überlebende galt, der den Rosa Winkel tragen musste.

## Leben
Brazda wurde als Sohn tschechischer Eltern geboren, die aus dem damaligen Österreich-Ungarn eingewandert waren. Brazda wuchs in Brossen auf und absolvierte eine Lehre als Dachdecker, nachdem er die gewünschte Lehrstelle als Schaufensterdekorateur wegen seiner fehlenden deutschen Staatsbürgerschaft nicht bekam. Als die Nationalsozialisten 1933 die Macht ergriffen, war er 20 Jahre alt und hatte gerade erst seine Homosexualität entdeckt. Er ging auf Tanzveranstaltungen in Leipzig und lernte in Meuselwitz einen Freund kennen. Dieser lebte bei einer Zeugin Jehovas zur Untermiete, wo auch Brazda bald einzog. Die streng religiöse Dame hatte nichts gegen diese Liaison und überließ ihnen sogar ihr Schlafzimmer.
Brazda geriet zwischen März 1933 und September 1935 ins Visier der Nazi-Behörden und wurde nach § 175 StGB in der Fassung vor 1935 angeklagt. Bei der Staatsanwaltschaft erzählte er freimütig über das Zusammenleben mit seinem Freund und auch, dass er sich nicht dafür schäme. Der Prozess vor dem Landgericht Altenburg erregte Aufsehen und eine Meuselwitzer Zeitung titelte nach seiner Erinnerung damals: „Sie lebten zusammen wie Mann und Frau.“ Viel mehr als diese Tatsache soll das Gericht nicht in der Hand gehabt haben und eigentlich wäre nach der damals gültigen Fassung des Paragraphen nur nachgewiesene „widernatürliche Unzucht“ (Analverkehr, Schenkelverkehr) strafbar gewesen. Trotzdem wurde Brazda zu sechs Monaten Gefängnis verurteilt. Nach seiner Haftentlassung hielt seine Mutter zu ihm, er wurde aber als „vorbestrafter Ausländer“ in die Tschechoslowakei abgeschoben.
Bis dahin war er nie in diesem Land gewesen und sprach weder Tschechisch noch Slowakisch.
Brazda zog daraufhin ins sudetendeutsche Karlsbad. Hier lernte er einen neuen Lebensgefährten kennen, der Kontakte zur Theatertruppe „Fischli-Bühne“ hatte. Brazda begleitete das Ensemble durchs Sudetenland. In dieser Zeit trat er in Operetten auf und arbeitete als Schauspieler und Tänzer, wobei seine beste Nummer eine Josephine-Baker-Imitation war.
Als Nazi-Deutschland im Oktober 1938 das Sudetenland annektierte, blieb Brazda dort. Nachdem recht bald die Juden der Theatertruppe verhaftet worden waren, wurde etwas später auch er festgenommen und ohne Prozess im Gefängnis von Eger festgehalten. Er ging dann auf „Transport“ und traf im August 1942 im KZ Buchenwald ein. Dort musste er den Rosa Winkel tragen, der noch zusätzlich mit einem „T“ (für Tscheche) versehen war. Zuerst musste er wie die meisten schwulen Häftlinge im Steinbruch arbeiten, was eine besonders harte Arbeit bedeutete, bei der viele den Tod fanden. Schon bald wurde er aber zu einer leichteren Arbeit in einem Verbandsraum herangezogen und anschließend als Dachdecker in ein Baukommando überstellt, wo die Arbeitsbedingungen wesentlich leichter waren. Dort nahm sich ein kommunistischer Kapo seiner an, was Brazda das Leben rettete. Als im Frühjahr 1945 das KZ Buchenwald „evakuiert“ werden sollte und die Häftlinge auf lange und für viele todbringende Märsche geschickt wurden, konnte er sich mit Hilfe eines Kapos in einem Schweinestall verstecken, bis die 3. US-Armee das Lager am 11. April 1945 befreite.
Nach dem Krieg ging Brazda gemeinsam mit einem anderen Häftling in dessen Heimat ins Elsass. Anfang der 1950er lernte er seinen Lebensgefährten Edouard Mayer kennen. Als dieser nach einem Arbeitsunfall auf einen Rollstuhl angewiesen war, pflegte ihn Rudolf bis zu dessen Tod 2003. Brazda lebte zuletzt dort in einem kleinen Haus, das er zusammen mit seinem Freund gebaut hatte.
Bei der Einweihung des Denkmals für die im Nationalsozialismus verfolgten Homosexuellen am 27. Mai 2008 war man davon ausgegangen, dass es keinen überlebenden Zeitzeugen mehr gäbe, der aufgrund seiner Homosexualität im Konzentrationslager gewesen war. Aufgrund der Berichterstattung meldete sich die Nichte von Rudolf Brazda beim Lesben- und Schwulenverband in Deutschland (LSVD) und erzählte von ihrem Onkel. Der inzwischen 95-jährige Brazda wurde daraufhin vom LSVD nach Berlin eingeladen, am 27. Juni 2008 vom regierenden Bürgermeister Klaus Wowereit im Rathaus empfangen und war am Abend bei einer Podiumsdiskussion zum Thema „Geschichte der nationalsozialistischen Homosexuellenverfolgung“ anwesend. Am nächsten Tag nahm er zusammen mit Wowereit und Bundestagsvizepräsident Wolfgang Thierse an der Gedenkfeier für die homosexuellen NS-Opfer des LSVD und der Stiftung „Denkmal für die ermordeten Juden Europas“ am Mahnmal teil. Am Nachmittag nahm er dann erstmals in seinem Leben an einer CSD-Parade teil und fuhr auf dem Wagen des LSVD mit nach Frankreich. Auf der Mitgliederversammlung des LSVD Berlin-Brandenburg am 1. November 2008 wurde er zum Ehrenmitglied ernannt. 2009 war er Ehrengast beim Europride in Zürich und nahm auch wieder am 27. Juni an der Gedenkveranstaltung vor dem Mahnmal in Berlin teil.

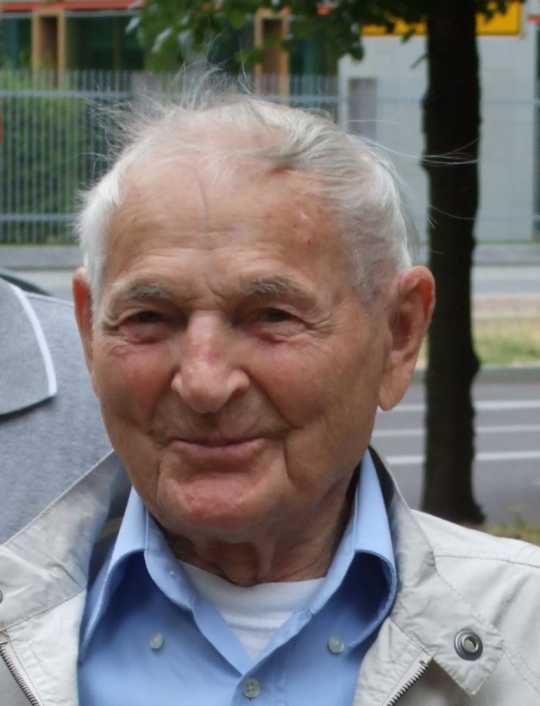
Rudolf Brazda am 27. Juni 2008 in Berlin

Im Mai 2010 erschien eine von Jean-Luc Schwab geschriebene französische Biografie und im April 2011 eine deutsche von Alexander Zinn geschriebene umfassende Biographie Brazdas im Campus-Verlag. Am 28. April 2011 wurde er als Ritter der Ehrenlegion ausgezeichnet.
Brazda starb am 3. August 2011 in einer Pflegeanstalt im oberelsässischen Bantzenheim. Nach der Kremation wurde seine Asche neben der seines Lebenspartners bestattet.